# Constantin C. Nottara
Constantin C. Nottara (n. 1/13 octombrie 1890, București, România – d. 16 octombrie 1951, București, România) a fost un compozitor român, fiul actorului Constantin I. Nottara. A studiat vioara la Conservatorul din București cu Robert Klenk, compoziția cu Alfons Castaldi și teoria cu Dumitru Georgescu Kiriac, perfecționându-se la Paris. Printre lucrările sale se numără un poem pentru vioară și orchestră (1920), o suită (1930), „Poemul Păcii” (1948), un nonet, baletul mimodramă „Iris”, operele „La drumul mare” (după Cehov, 1941), „Se face ziuă” (după Zaharia Bârsan, 1943), Ovidiu (după Vasile Alecsandri, 1950). Aflată la început sub influența impresionismului francez, creația lui Nottara s-a integrat treptat tendinței primelor decenii ale secolului XX de formare a unui stil național românesc.

## Legături externe
- Constantin C. Nottara și arta sa interpretativă, Publicat de promenada-culturala.ro pe 7 octombrie 2019